# Trvalý jáhen

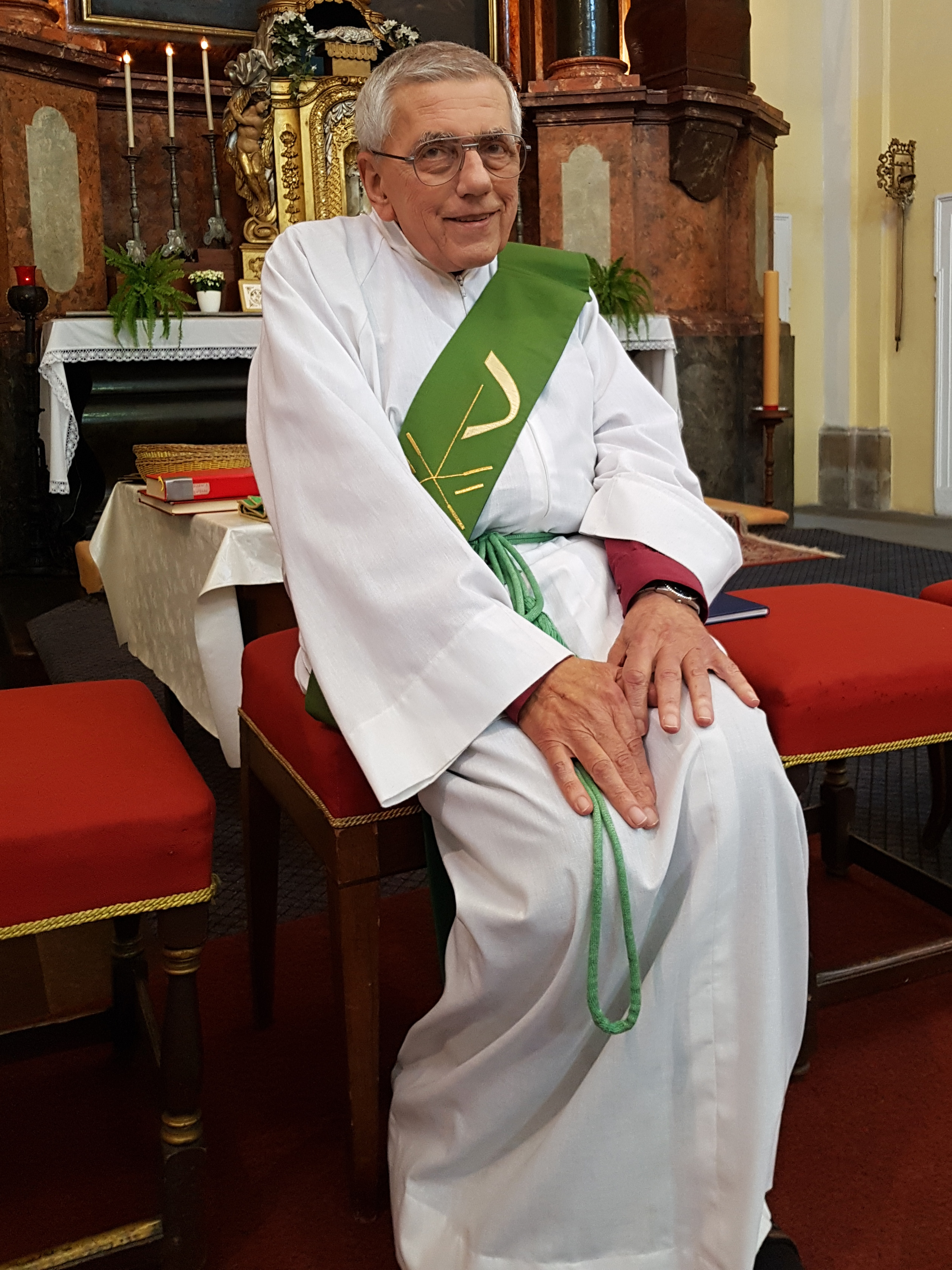
Český trvalý jáhen Evžen Policer (1941–2020)

Trvalý jáhen či stálý jáhen je v katolické církvi jáhen (diakon), který se nechystá stát knězem. V římskokatolické církvi jde o jediný stupeň svěcení, který mohou přijmout i ženatí muži.

## Práva a povinnosti
Po II. vatikánském koncilu trvalí jáhnové spolupracují při liturgii, pastoraci, sociálních a charitních dílech. Další pravomoci mají stejné jako běžní jáhni – mohou křtít, oddávat, pohřbívat, vést bohoslužby Slova a podávat Eucharistii, připravovat ke křtu, biřmování, manželství apod., učit náboženství, konat výstav Nejsvětější svátosti a svátostné požehnání, nosit Eucharistii nemocným a asistovat při mši svaté, kde jsou jim rovněž svěřeny některé služebné úkony.
Z důvodu nedostatku kněží bývají jáhnům svěřovány do péče i farnosti jakožto materiálním administrátorům. Jáhen má v takovém případě na starosti veškerou mimoliturgickou farní agendu. Z pastoračních potřeb může zajišťovat jen některé (sloužit bohoslužby slova, křtít, oddávat,…). Proto do takové jáhnem spravované farnosti bývá (většinou excurrendo) ustanoven i kněz, který zajišťuje to, co jáhen konat nemůže – tj. sloužení mší svatých, pomazání nemocných a zpovídání. Trvalý jáhen je rovněž vázán povinností modlit se breviář. Na dohodě s ordinářem (biskupem) závisí, zda tato jeho povinnost zahrnuje celý breviář, či pouze jeho hlavní části (tj. laudy a nešpory, případně i kompletář).

## Dosažení trvalého jáhenství
Zájemce požádá například prostřednictvím svého kněze diecézního biskupa o svěření této služby. Dále se požaduje teologické vzdělání (například dálkové studium na teologické fakultě), duchovní příprava pod vedením určených kněží, věk minimálně 35 let (u celibátníka 25) a maximálně 55 let a také souhlas manželky. Je obvyklé, že trvalí jáhnové mají i své občanské povolání, někteří jsou církevními zaměstnanci.
Stejně jako ovdovělí kněží na křesťanském Východě nesmí ani trvalý jáhen uzavřít manželství, takže po smrti své manželky je vázán celibátem.